# Eksplozje w Kaohsiungu
Eksplozje w Kaohsiungu miały miejsce 31 lipca 2014 o 20:46 czasu lokalnego.

## Katastrofa
Eksplozje miały miejsce wieczorem w czwartek, 31 lipca 2014. Świadkowie twierdzą, że widzieli kule ognia wznoszące się w powietrze. Wybuchy gazu uszkodziły drogi oraz spowodowały awarię sieci elektroenergetycznej. Według relacji świadków, wybuchy gazu unosiły w powietrze motocykle i samochody. Niektóre ofiary i pojazdy znajdowano na wysokości kilku pięter. W piątek rano większość pożarów zostało ugaszonych.
Premier Republiki Chińskiej Jiang Yi-huah powiedział, że doszło do co najmniej pięciu wybuchów w mieście. Po eksplozjach 23 600 gospodarstw domowych nie miało gazu, 12 000 – energii elektrycznej, a 8000 –  wody.
Strażacy z Kaohsiungu, Tainanu oraz powiatu Pingdong przeprowadzili akcję ewakuacji oraz gaszenia pożaru w mieście. Czterech strażaków zginęło, a 22 ratowników zostało rannych. Od  piątku po południu ratownicy z psami ratowniczymi poszukują ocalałych na zniszczonych terenach.
Wiele budynków takich, jak szkoły, hotele i centrum kultury zostało wykorzystanych jako schroniska dla 12 tysięcy ludzi.

## Śledztwo
Chang Chia-chu pełniący funkcję dyrektora Centrum Operacyjnego ds. Kryzysowych, powiedział, że podejrzewa się, iż eksplozje były spowodowane przeciekami propenu, co oznacza, że pożarów nie należy gasić wodą. Strażacy i ratownicy musieli czekać, aż gaz się wypali. Propen nie służył do użytku publicznego, lecz był dostarczany poprzez gazociągi do zakładów petrochemicznych.
Gazociągi, które eksplodowały należały do rządowego CPC Corporation.

## Reakcje
Prezydent Republiki Chińskiej Ma Ying-jeou polecił zapewnić wsparcie ofiarom wybuchu. Premier Jiang Yi-huah nakazał opuścić flagi do połowy masztu na trzy dni, licząc od 5 sierpnia, dla upamiętnienia ofiar wybuchów gazu oraz ofiar katastrofy lotu TransAsia Airways 222, w której tydzień wcześniej na Peskadorach zginęło 48 osób (w tym 46 obywateli Republiki Chińskiej).
Burmistrz Kaohsiungu Chen Chu powiedziała, że w piątek biura i szkoły w dzielnicach dotkniętych eksplozjami zostały zamknięte w celu ułatwienia operacji poszukiwawczych i ratowniczych. Poleciła przedsiębiorstwom dostarczającym gaz wstrzymać dostawy do zniszczonych części miasta. Burmistrz Kaohsiungu zwróciła się do prezydenta o zarządzenie kontroli podziemnego systemu rurociągów petrochemicznych w Kaohsiungu w celu uniknięcia podobnych zdarzeń w przyszłości i dokonanie zmian przyszłych tras rurociągów, aby uniknąć miejsc gęsto zaludnionych.
Ministerstwo Obrony Narodowej wysłało 1400 żołnierzy do akcji ratowniczej.
Demokratyczna Partia Postępowa (DPP) po nadzwyczajnym spotkaniu pod przewodnictwem Tsai Ing-wen zawiesiła swoje działania przed listopadowymi wyborami samorządowymi. DPP poprosiła również inne gminy i powiaty rządzone przez nią, aby wysłały wsparcie dla Kaohsiungu. Kuomintang również zawiesił wszelkie swoje działania przed wyborami.
Kilka festiwali na Tajwanie zostało odwołanych z powodu katastrofy.
Przewodniczący Chińskiej Republiki Ludowej Xi Jinping złożył kondolencje z powodu wybuchu w Kaohsiungu.

## Po katastrofie
Ceny akcji kilku tajwańskich przedsiębiorstw petrochemicznych, zwłaszcza tych działających w Kaohsiungu, spadły w następstwie eksplozji. Ze względów bezpieczeństwa przedsiębiorstwo China Petrochemical Development Co., które również działa w Kaohsiungu, zmniejszyło ciśnienie gazu w rurociągach.